# Mormopterus planiceps
Mormopterus planiceps је сисар из реда слепих мишева и фамилије Molossidae. 

## Угроженост
Ова врста није угрожена, и наведена је као последња брига јер има широко распрострањење.

## Распрострањење
Врста је присутна у Аустралији и Индонезији.

## Популациони тренд
Популација ове врсте се смањује, судећи по расположивим подацима.

## Станиште
Врста Mormopterus planiceps има станиште на копну.

## Начин живота
Женка обично окоти по једно младунче. 